# Горнтаун (Оклахома)
Горнтаун (англ. Horntown) — місто (англ. town) в США, в окрузі Г'юз штату Оклахома. Населення — 92 особи (2020).

## Географія
Горнтаун розташований за координатами 35°5′1″ пн. ш. 96°14′15″ зх. д. / 35.08361° пн. ш. 96.23750° зх. д. (35.083603, -96.237590).  За даними Бюро перепису населення США в 2010 році місто мало площу 10,37 км², з яких 10,23 км² — суходіл та 0,14 км² — водойми.

## Демографія
Згідно з переписом 2010 року, у місті мешкало 97 осіб у 36 домогосподарствах у складі 28 родин. Густота населення становила 9 осіб/км².  Було 39 помешкань (4/км²).
Расовий склад населення:
| - 85,6 % — білих - 13,4 % — корінних американців |

До двох чи більше рас належало 1,0 %. Частка іспаномовних становила 7,2 % від усіх жителів.
За віковим діапазоном населення розподілялося таким чином: 27,8 % — особи молодші 18 років, 53,6 % — особи у віці 18—64 років, 18,6 % — особи у віці 65 років та старші. Медіана віку мешканця становила 39,5 року. На 100 осіб жіночої статі у місті припадало 83,0 чоловіків;  на 100 жінок у віці від 18 років та старших — 84,2 чоловіків також старших 18 років.
Середній дохід на одне домашнє господарство  становив 59 155 доларів США (медіана — 47 500), а середній дохід на одну сім'ю — 65 645 доларів (медіана — 53 125). За межею бідності перебувало 14,7 % осіб, у тому числі 27,3 % дітей у віці до 18 років та 12,9 % осіб у віці 65 років та старших.
Цивільне працевлаштоване населення становило 36 осіб. Основні галузі зайнятості: освіта, охорона здоров'я та соціальна допомога — 41,7 %, сільське господарство, лісництво, риболовля — 13,9 %, транспорт — 8,3 %, публічна адміністрація — 8,3 %.